# Michał Kamiński (siatkarz)
Michał Kamiński (ur. 17 maja 1987 w Krzanowicach) – polski siatkarz, występujący na pozycji atakującego, reprezentant Polski w kadrze B.

## Życiorys
Uczęszczał do tamtejszej szkoły podstawowej oraz gimnazjum. Edukację kontynuował w Szkole Mistrzostwa Sportowego w Spale, w drużynie SMS PZPS Spała.

## Sukcesy klubowe
- Mistrzostwo Polski:
  -  2007 (z Jastrzębski Węgiel)
- Puchar Polski:
  -  2008 (z Jastrzębski Węgiel)
- Puchar Challenge:
  -  2012 (z AZS Częstochowa)
- Mistrzostwo Polski Kadetów:
  -  2004 (z Delic-Pol Norwid Częstochowa)
- Mistrzostwa Polski Juniorów Młodszych:
  -  2003 (z MOS Będzin)

## Sukcesy reprezentacyjne
- Mistrzostwa Europy Kadetów:
  -  2005